# Hieracium erectiramum
Hieracium erectiramum es una especie de planta con flor del género Hieracium, de la familia Asteraceae, orden Asterales.

## Distribución
Hieracium erectiramum se distribuye por Suecia.

## Taxonomía
Fue descrita científicamente por T. E. Nilsson. Fue publicada en Nordic J. Bot.